# Karatiurek (przełęcz)

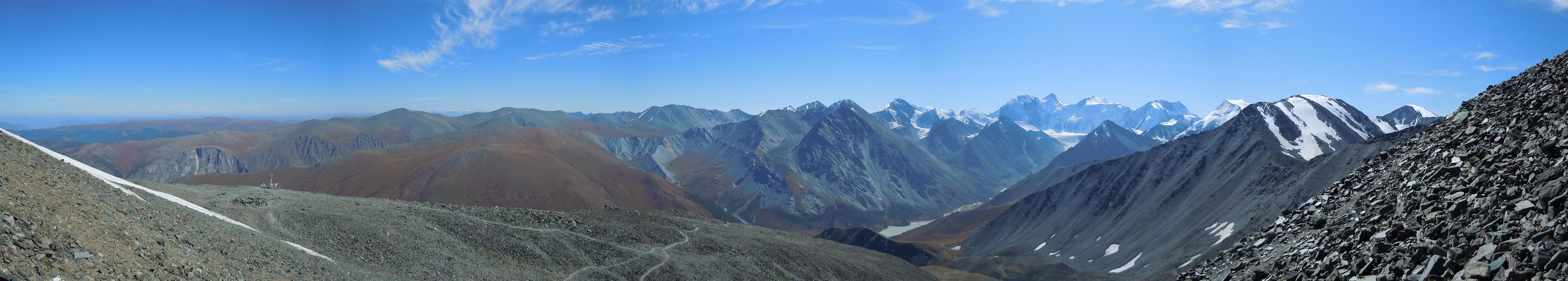
Widok na Góry Katuńskie z przełęczy Karatiurek

Karatiurek (ros. Каратюрек, z ałtajskiego кара – kara – czarny, јӱрек – jürek– serce) – przełęcz górska, znajdująca się na dziale wodnym rzek Akkem i Kuczerła, w górach Ałtaj (Góry Katuńskie, rejon góry Biełucha, teren parku przyrody „Biełucha”).
Według rosyjskiej klasyfikacji turystycznej ma kategorię trudności 1А; mierzy 3060 m wysokości. Przez przełęcz prowadzi konna ścieżka ze wsi Tiungur przez stację meteorologiczną Karatiurek na Jezioro Akkemskie (Аккемское озеро - Akkiemskoje ozjero), idąca grzbietem wododziału rzek Akkem i Kuczerła. Popularny szlak turystyczny przez  przełęcz Karatiurek łączy doliny rzek Akkem i Kuczerła, biorących początek odpowiednio w jeziorach Akkemskim i Kuczerlińskim (Кучерлинское озеро - Kuczerlinskoje ozjero).
Z przełęczy otwiera się widok na jezioro Akkemskie, szczyt Biełucha, wąwóz Jarłu, dolinę rzeki Akkem. W przypadku trudności z przejściem przełęczy, możliwy jest nocleg na niej. Skupiska śniegu (płaty śnieżne) zachowują się na przełęczy do sierpnia.
Podejście na przełęcz ze strony jeziora Akkemskiego zaczyna się bezpośrednio od stacji meteorologicznej Akkem. Przewyższenie wynosi około 1 km.
Ze trony jeziora Kuczerlińskiego można dostać się na przełęcz albo z Kiedrowych stojanek (Кедровые стоянки - „cedrowe postoje”; 2-5 godzin ścieżką konną), albo grzbietem Karatiurek ze strony stacji meteorologicznej Karatiurek także ścieżką konną. Utrata wysokości z przełęczy w stronę rzeki Kuczerła wynosi około 1,5 km. 